# Visovački glavočić
Visovački glavočić (lat. Knipowitschia mrakovcici) je riba iz porodice glavoča (lat. Gobiidae). Ova vrsta je hrvatska endemska vrsta koja živi isključivo u slatkoj vodi. Kako joj naše ime govori, obitava oko otočića Visovca, a latinsko ime mu dolazi prezimena našeg ihtiologa dr. Mrakovčića. Naraste do 4,5 cm, a živi na muljevitom ili kamenitom dnu. Po izgledu sliči na druge pripadnike svoje vrste, tj. ima relativno veliku glavu i izbuljene oči, podijeljenu leđnu i zaobljenu repnu peraju. Smećkasto-žute je boje, s mnogobrojnim mramorastim šarama po tijelu, mužjak tokom sezone parenja ima pravilne, uske, tamnije pruge na predijelu ispred druge leđne peraje.

## Rasprostranjenost
Visovački glavočić živi samo u Hrvatskoj, odnosno, on je hrvatska endemska vrsta. Može ga se naći samo u rijeci Krki i još nekim njenim pritokama.

## Vanjske poveznice
|  | Zajednički poslužitelj ima još gradiva o temi Visovački glavočić |
|  | Wikivrste imaju podatke o taksonu Visovački glavočić             |